# C8H9N3
化学式C8H9N3（摩尔质量：147.18 g/mol）可以指：
- 1,3,5-戊三甲腈（西班牙语：1,3,5-pentanotricarbonitrilo），CAS号：4379-04-8
- 2-乙基氨基烟腈，CAS号：52583-89-8

|  | 这个同类索引页列出了具有相同分子式的化学物（即同分異構體）条目。 除非您是有意链接至本页，否则应将相应条目的内部链接指向正确的条目。 |